# 교향시편 유레카 세븐

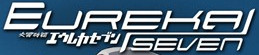

《교향시편 유레카 세븐》또는 《교향시편 에우레카 세븐》 일본어: 交響詩篇エウレカセブン, Psalms of Planets Eureka seveN)은 2005년 4월 17일부터 일본 TBS, MBS 계열을 통해 일요일 아침 7시에 방영 개시되는 제작사 본즈의 신작이다. 이번 작품은 본즈가 기획, 제작한 오리지널 애니메이션이다. 총 50부작으로 제작됐으며 2006년 4월 2일, 49화와 원작의 마지막 편인 50화를 연속 방영했다.
AO 애니 발매 기념으로 후속작을 잇기 위해 뉴오더인 마지막편 51화를 2012년 4월 5일 방영된다.
《미디어믹스의 일환으로 동명의 만화책 또한 전 6권으로 출간됐으며 대한민국에서는 만화사 학산문화사를 통해 판매되고 있다.
《유레카 세븐 AO》또는 《에우레카 세븐 AO》일본어: エウレカセブンAO,Eureka seveN AO)는 2012년 11월 19일 23화와 마지막 편인 24화가 연속 방영 했다.

## 줄거리
교향시편
교향시편 에우레카 세븐은 '따분한 마을' 벨포레스트의 14살 소년 랜턴 서스턴이 우연히 '니르바슈 제로 타입'으로 불리는 LFO를 조종하는 에우레카를 그의 할아버지 엑셀 서스턴의 수리소에서 만나면서 시작된다.
주군(州軍)의 공격을 성공적으로 피한 후 랜턴은 에우레카와 함께 선망하는 홀랜드가 선장으로 있는 '월광호(겟코스테이트)' 비행선에 안착, 멤버로 받아들여지게 된다.
이후 이야기는 랜턴이 에우레카 및 월광호의 멤버들과 함께 좌충우돌 하면서 자신의 정신적 발전을 이루고 종국적으로는 세계의 위기에 대응하는 내용으로 전개되고 있다.
AO편
에우레카 세븐 AO는 오키나와에는 이와토섬이라는 외딴 곳에서 노의사인 토시오와 같은 섬에 살고있는 소년이 아오는 중학교 입학을 앞두고 있었는데 갑자기 섬에 스카프 코랄이 출연,시크릿이 나타나 무자비로 공격한다.
이 거대한 적을 물리칠 방법이 없는 주민들은 도망 칠 수 밖에 없었다.
그때 아오가 섬을 지키고 싶다는 마음으로 우연히 열쇠를 이용해서 일본군 수송함에 있던 군용 FP를 쓰게 된다. 그런데 그 FP는 니르바슈라고 불리었던 인간형 IFO였다.
그리고 그 후 시크릿을 물리친 아오는 게레라시온 블루에 가입하게 된다.

## 등장인물

### 교향시편
- 랜턴 서스턴(성우 - 정선혜)

14세. 니르바슈 타입 제로(Type-Zero)의 라이더. 애드록 서스턴의 아들.
- 에우레카 / 유레카(성우 - 이명선)

연령 미상. 인간형 코랄리언. 니르바슈 타입 제로의 라이더.
- 홀랜드 노바크(성우 - 양석정)

29세. 월광호의 선장 겸 터미너스 타입R 909호의 라이더. 듀이 노바크의 동생.
- 타르호 유키(성우 - 김효선)

26세. 월광호의 조타수. 현재는 선장 대리역. 홀랜드의 연인.
- 하프(성우 - 정승욱)

29세. 월광호 조함관. 홀랜드와는 어릴적 소꿉친구.
- 문도기(성우 - 김기흥)

16세. 월광호의 현 조타수. 기제트의 남자친구. 자신의 사투리에 콤플렉스가 있다. 한국어 더빙판에서는 북한 사투리로 나온다. (~하갔어)
- 기젯 ( 기제트 )(성우 - 신영애)

15세. 월광호의 정보관 겸 통신관. 문도기의 여자친구.
- 잡스 (성우 - 정명준)

33세. 월광호의 하드웨어 정비 담당. 워즈와는 친구 지간. 스티브 잡스가 모델인 캐릭터로 알려짐.
- 워즈(성우 - 현경수)

33세. 월광호의 소프트웨어 정비 담당. 잡스와는 친구 지간.
- 스토너(성우 - 김기흥)

30세. 월광호의 카메라맨. 잡지 <레이 아웃ray=out>의 발행을 담당.
- 켄고(성우 - 정명준)

45세. 월광호의 무기통제관. 월광호의 전 주인.
- 곤지(성우 - 최한)

연령 미상. 월광호를 배회하며 차를 마시는 노인.
- 맛슈 ( 매슈 )(성우 - 현경수)

25세. 월광호의 LFO 터미너스 타입R 606의 라이더.
- 힐다(성우 - 이지영)

28세. 월광호의 LFO 터미너스 타입R 808호의 라이더. 맛슈와는 연인(?) 관계.
- 미샤(성우 - 이지영)

40세. 전직 트레조아 연구소의 연구원. 월광호의 의사 겸 에우레카의 주치의.
- 듀이 노바크(성우 - 정승욱)

연령 미상. 연방군 대령. <新 아게하 계획>의 입안자. 홀랜드의 친형.
- 도미니크 소렐(성우 - 정명준)

20세. 연방군 정보부 대위. 전쟁고아였던 그를 듀이가 거두면서 그의 심복으로 일하게 된다.
- 아네모네(성우 - 채의진)

연령 미상. LFO 타입 디 엔드The End의 라이더. 걸리버라는 이름의 펫을 데리고 다닌다.
- 찰즈 빔즈(성우 - 박만영)

전직 군인으로 신형 LFO의 라이더. 프리랜서로서 듀이의 청탁으로 월광호에 맞선다. 홀랜드에게 리프를 가르쳐준 스승이기도 하다.
- 레이 빔즈(성우 - 박경혜)

전직 군인이자 찰즈의 아내. 신형 LFO의 라이더.
- 유르겐스(성우 - 정승욱)

연방 공군 대위. 본디 이즈모 연방공군 부대장이었으나 월광호 추파(追破) 작전 실패 후 대위로 강등된다.
- 애드록 서스톤

고(故) 연방군 기술대위.. 랜턴과 다이앤의 친아버지. <섬머 오브 러브>를 저지한 인물로 군부에 의해 세계적인 영웅으로 추앙받고 있다.
- 다이앤 서스톤(성우 - 채의진)

애드록의 딸이자 랜턴의 누나. 한때 홀랜드의 연인이었다. 실종 - 사망 - 된 부친 애드록의 행적을 쫓고 있었으나 실종된다.
- 엑셀 서스톤(성우 - 정승욱)

랜턴의 할아버지. 연방 주시(州市) 벨포레스트에서 <서스톤 공방>을 경영하고 있다. 완고한 성격이지만 정이 많은 인물. 한쪽 손이 없다.

### AO편
- 후카이 아오

AO편 주인공. 오키나와 이와도 섬에 사는 13세 소년. 아버지는 행방불명 어머니는 10년 전 사라졌다. 섬에서 진료소를 하고 있는 노의사 토시오 와 같이 생활 중이다. 우연히 만난 니르바슈의 끌려 결국 행동을 함께함으로써 자신의 새로운 가능성을 발견하게 된다. 현재 니르바슈 마크1의 라이더이며, 에우레카의 아들이다.
- 아라타 나루

아오의 소꿉친구로 13세 소녀어릴때 사고로 『유타의 힘』에 눈을 뜨게 된다. 어릴때부터 몸이 약해 산소호흡기를 뗄 수 없다. 어머니를 잃고 아버지와 여동생 그리고 조모랑 함께 산다.
- 플레어 블랑

게레라시온 블루,파이드 파이퍼의 멤버
- 엘레나 피플즈

게레라시온 블루,파이드 파이퍼의 멤버.
- 트루스

- 에우레카

연령 미상. 인간형 코랄리언. 니르바슈 타입 마크 1의  전 라이더이자 니르바슈 타입 제로(NIRVASH type ZERO)의 라이더. 후카이 아오의 어머니. 12화에 등장한 에우레카는 아오를 임신하기 전의, 오키나와에 떨어질 때 보다 더 과거에서 온 에우레카이다.

## 부제 설명
각 화마다의 제목은 거의 실제 노래의 제목을 딴 것이 대부분이다. 일본이나 그 외의 나라에서 작곡한 곡들이다. 제목 - 가수 순.
| #  | 각화 제목                 | 설명                                             |
| -- | ------------------------- | ------------------------------------------------ |
| 1  | Blue Monday               | Blue Monday - New Order                          |
| 2  | Blue Sky Fish             | Sky Fish - Color Variation                       |
| 3  | Motion Blue               | Motion Blue - Index AI                           |
| 4  | Watermelon                | Watermelon Man - Herbie Hancock                  |
| 5  | Vivid Bit                 |                                                  |
| 6  | Childhood                 | Childhood - Jeff Mills                           |
| 7  | Absolute Defeat           |                                                  |
| 8  | Glorious Brilliance       |                                                  |
| 9  | Paper Moon Shine          |                                                  |
| 10 | Higher Than The Sun       | Higher Than The Sun - Primal Scream              |
| 11 | Into the Nature           | Into the Nature - Hardfloor                      |
| 12 | Acperience 1              | Acperience 1 - Hardfloor                         |
| 13 | The Beginning             | The Beginning - Rhythim Is Rhythim               |
| 14 | Memory Band               | Memory Band - Rotary Connection                  |
| 15 | Human Behavior            | Human Behavior - 비에르크                        |
| 16 | Opposite View             | Opposite View - Del Amitri                       |
| 17 | Sky Rock Gate             | 天の岩戸を直訳。                                 |
| 18 | Ill Communication         | Ill Communication - the Beastie Boys             |
| 19 | Acperience 2              | Acperience 2 - Hardfloor                         |
| 20 | Substance Abuse           | Substance Abuse - F.U.S.E.                       |
| 21 | Runaway                   | Runaway - Nuyorican Soul                         |
| 22 | Krakpot                   | Krakpot - Plastikman                             |
| 23 | Differencia               | Differencia - 사카모토 류이치                    |
| 24 | Paradise Lost             | Paradise Lost - 사카모토 류이치                  |
| 25 | World's End Garden        | World's End Garden - Gnomusy (David Caballero)   |
| 26 | Morning Glory             | (What's the Story) Morning Glory - 오아시스      |
| 27 | Helter Skelter            | Helter Skelter - 비틀즈                          |
| 28 | Memento Mori              | Memento mori - Patti Smith                       |
| 29 | Keep on Movin'            | Keep on Movin' - Soul II Soul                    |
| 30 | Change of Life            | Changes of Life - Jeff Mills                     |
| 31 | Animal Attack             | Animal Attack - Fumiya Tanaka                    |
| 32 | Start It Up               | The Start It Up - Joey Beltram                   |
| 33 | Pacific State             | Pacific State - 808 State                        |
| 34 | Inner Flight              | Inner Flight - Primal Scream                     |
| 35 | Astral Apache             | Astral Apache - Galaxy 2 Galaxy                  |
| 36 | Fantasia                  | Fantasia - Jeff Mills                            |
| 37 | Raise Your Hand           | Raise Your Hands - 코넬리우스                    |
| 38 | Date Of Birth             | Date Of Birth - Arsonists                        |
| 39 | Join The Future           | Join The Future - Tuff Little Unit               |
| 40 | Cosmic Trigger            | Cosmic Trigger - Axiom Ambient                   |
| 41 | Acperience 3              | Acperience 3 - Hardfloor                         |
| 42 | Star Dancer               | Star Dancer - DJ Rolando                         |
| 43 | The Sunshine Underground  | The Sunshine Underground - 케미컬 브라더스       |
| 44 | It's All In The Mind      | It's All In The Mind - 오아시스                  |
| 45 | Don't You Want Me?        | Don't You Want Me? - Felix                       |
| 46 | Planet Rock               | Planet Rock - Paul Oakenfold                     |
| 47 | Acperience 4              | Acperience 4 - Hardfloor                         |
| 48 | Ballet Mécanique          | Ballet Mécanique - 사카모토 류이치               |
| 49 | Shout To The Top!         | Shout To The Top! - Style Council                |
| 50 | When You Wish Upon A Star | The Drummonds - When You Wish upon a Star        |
| 51 | New Order                 | * 현존했던 그룹 New Order에서 따온것으로 생각됨. |

## 음악
- 오프닝
  - 1기: DAYS - FLOW (1~13화)
  - 2기: 少年ハ-ト - HOME MADE 家族 (14~26화)
  - 3기: 太陽の真ん中へ - Bivattchee (27~39화. 다만, 33화는 없음)
  - 4기: sakura - NIRGILIS (40~50화)

- 엔딩
  - 1기: 秘密基地 - 高田梢枝 (1~13화, 26화)
  - 2기: Fly Away - 伊沢麻未 (14~25화)
  - 3기: Tip Taps Tip - HALCALI (27~39화)
  - 4기: Canvas - COOLON (40~50화)

- 비디오 게임 오프닝
  - Realize - FLOW (유레카 세븐 TR1: 뉴 웨이브)

- 삽입곡
  - Storywriter - Supercar
  - Tiger Track - KAGAMI
  - Acid Track Prototype - RYUKYUDISKO
  - Get It By Your Hands - Hiroshi Watanabe a.k.a Quadra
  - Trance Ruined - NEW DEAL
  - Draft Any Fun - NEW DEAL
  - Ninety Three - Takkyu Ishino
  - L.F.O - Taichi Master
  - Chaotic Walt - Susumu Yokota
  - koits - Riow Arai
  - dot - Riow Arai
  - control - Riow Arai
  - D.J. Choice - Fumiya Tanaka
  - I've got It (eureka new school acid mix)" - Ko Kimura
  - Time-lines - audio active
  - Niji - Denki Groove

- 유레카 세븐 오리지널 사운드트랙
  - 교향시편 유레카 세븐 오리지널 사운드트랙 1 (2005년 11월 5일 발매)
  - 교향시편 유레카 세븐 오리지널 사운드트랙 2 (2006년 4월 5일 발매)
  - 교향시편 유레카 세븐 완전판 (1 CD + 1 DVD, 2006년 5월 7일 발매)

## 관련 상품
2005년 10월 27일, 플레이스테이션2용으로  유레카 세븐 TR1: 뉴 웨이브  게임이 발매되었다. 이 게임은 애니메이션의 4년 전을 배경으로 하고 있고 다른 캐릭터들이 등장한다. 테마송은 1기 오프닝을 부른 FLOW가 불렀고 제목은 'Realize'이다.
2006년 5월 11일 일본에서 발매될 유레카 세븐 TR1: 뉴 비전은 플레이스테이션2용 게임으로 전작인 유레카 세븐 TR1: 뉴 웨이브의 2년후가 배경이다.
플레이스테이션 포터블용 게임은 2006년 4월 1일에 발매되었다.